# ألقاب الاتحاد الدولي للشطرنج

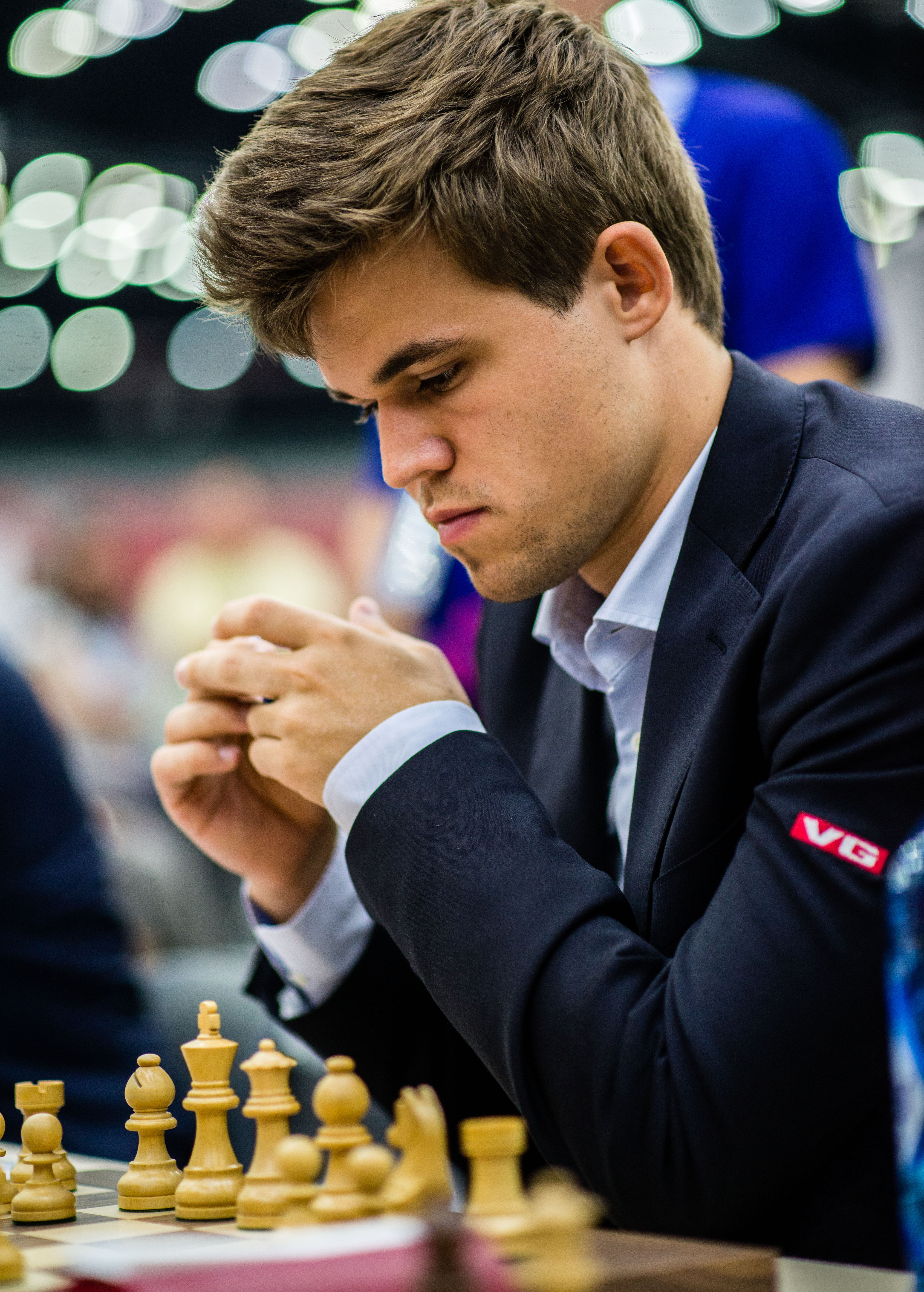
ماغنوس كارلسن هو أستاذ كبير وبطل العالم.

ألقاب الاتحاد الدولي للشطرنج يتم منحها من قبل مجلس الإدارة الاتحاد الدولي للشطرنج للأداء المتميز. أعلى لقب من هذا القبيل هو أستاذ كبير. تتطلب الألقاب عموما مزيجا من تصنيف إيلو و القواعد (معايير الأداء في المسابقات بما في ذلك لاعبين آخرين بعنوان). بمجرد منحها، يتم الاحتفاظ بالألقاب مدى الحياة إلا في حالات الغش. قد يحصل جميع اللاعبين على الألقاب المفتوحة، بينما تقتصر ألقاب النساء على اللاعبات. العديد من اللاعبات القويات يحملن ألقاب مفتوحة ولقب نسائي. كما يمنح الاتحاد ألقاب الحكام والمنظمين والمدربين. ألقاب ل الشطرنج المراسلات، مشكلة الشطرنج لم تعد تدار تكوين وحل مشكلة الشطرنج من قبل الاتحاد الدولي للشطرنج.
يمكن استخدام عنوان الشطرنج، عادة في شكل مختصر، كملف الفخرية.

## التاريخ
تم استخدام مصطلح "سيد" للاعب شطرنج قوي في البداية بشكل غير رسمي. من أواخر القرن ال19 وما بعده، بدأت مختلف الاتحادات الشطرنج الوطنية لوضع متطلبات رسمية لاستخدام مثل هذا اللقب. مصطلح "أستاذ كبير"، في شكل كلمة القرض الألمانية جرو أوشميستر، كان لقبا رسميا في الاتحاد السوفيتي، وكان أيضا قيد الاستخدام غير الرسمي لنخبة لاعبي العالم لعدة عقود قبل تأسيسه من قبل الاتحاد الدولي الاتحاد الدولي للشطرنج في عام 1950. منحت الألقاب الأولى للاتحاد في عام 1950 وتألفت من 27 أستاذ كبيرز (غمس)، 94 الأستاذ دولي (نظام الرصد الدولي)، و 17 أستاذ المرأة الدولية (ويمس).
أول ألقاب للأستاذ الكبير في الاتحاد الدولي للشطرنج كانت:
 
تم منح الألقاب بتصويت من الكونغرس الالاتحاد الدولي للشطرنجرالي قبل أن تصبح المتطلبات أكثر رسمية. في عام 1957، قدم الاتحاد الدولي للشطرنج القواعد (المعايير المؤهلة) لألقاب الاتحاد الدولي للشطرنج. تم إنشاء لقبين تابعين آخرين، الاتحاد الدولي للشطرنج أستاذ ومرشح أستاذ، في عامي 1978 و 2002 على التوالي.
يتم منح ألقاب مماثلة من قبل الاتحاد الدولي للشطرنج بالمراسلات، وبواسطة الاتحاد العالمي لتكوين الشطرنج لكل من التأليف والحل مشاكل الشطرنج. وتعمل هذه الهيئات بالتعاون مع الاتحاد ولكنها الآن مستقلة عنه.
- أوسيب بيرنشتاين (فرنسا)
- إسحاق بوليسلافسكي (اتحاد الجمهوريات الاشتراكية السوفياتية)
- إيغور بوندريفسكي (اتحاد الجمهوريات الاشتراكية السوفياتية)
- ميخائيل بوتفنيك (اتحاد الجمهوريات الاشتراكية السوفياتية)
- ديفيد برونستاين (اتحاد الجمهوريات الاشتراكية السوفياتية)
- أولدريش دوراس (تشيكوسلوفاكيا)
- ماكس إيوي (هولندا)
- روبن فاين (الولايات المتحدة الأمريكية)
- سالو فلور (اتحاد الجمهوريات الاشتراكية السوفياتية)
- إرنست فرانز (النمسا)
- بول كيريس (اتحاد الجمهوريات الاشتراكية السوفياتية)
- بوريس كوستيتش (يوغوسلافيا)
- ألكسندر كوتوف (اتحاد الجمهوريات الاشتراكية السوفياتية)
- غريغوري ليفينفيش (اتحاد الجمهوريات الاشتراكية السوفياتية)
- أندور ليلينتال (اتحاد الجمهوريات الاشتراكية السوفياتية)
- جيزا ماروكزي (هنغاريا)
- جاك ميسيس (إنجلترا)
- ميغيل ناجدورف (الأرجنتين)
- فياتشيسلاف راغوزين (اتحاد الجمهوريات الاشتراكية السوفياتية)
- صموئيل ريشفسكي (الولايات المتحدة الأمريكية)
- أكيبا روبنشتاين (بولندا)
- فريدريش ساميش (ألمانيا الغربية)
- فاسيلي سميسلوف (اتحاد الجمهوريات الاشتراكية السوفياتية)
- جيدون ستالبرغ (السويد)
- لاسلو سابو (هنغاريا)
- سافيلي تارتاكوير (فرنسا)
- ميلان فيدمار (يوغوسلافيا)

## الألقاب المفتوحة
| الألقاب المفتوحة، نوفمبر 2021 | الألقاب المفتوحة، نوفمبر 2021 | الألقاب المفتوحة، نوفمبر 2021 | الألقاب المفتوحة، نوفمبر 2021 |
| العنوان                       | الرجال                        | النساء                        | المجموع                       |
| ----------------------------- | ----------------------------- | ----------------------------- | ----------------------------- |
| أستاذ كبير                    | 1،700                         | 39                            | 1،739                         |
| أستاذ دولي                    | 3،782                         | 126                           | 3،908                         |
| أستاذ الاتحاد الدولي للشطرنج  | 8،321                         | 41                            | 8،362                         |
| أستاذ مرشح                    | 1،964                         | 22                            | 1،986                         |
| المجموع                       | 15،767                        | 228                           | 15،995                        |

ألقاب أستاذ كبير، أستاذ دولي، سيد الاتحاد الدولي للشطرنج ومرشح الأستاذ متاحة لجميع لاعبي الشطرنج على متن الطائرة. اختلفت متطلبات كل لقب بمرور الوقت، ولكنها تتطلب عموما إظهار مستوى محدد من الإنجاز في البطولات في ضوابط الوقت الكلاسيكية في ظل ظروف معتمدة من الاتحاد الدولي.

### أستاذ كبير
يتم منح لقب أستاذ كبير للاعبي الشطرنج المتميزين من قبل الاتحاد الدولي للشطرنج. بصرف النظر عن بطل العالم، أستاذ كبير هو أعلى لقب يمكن للاعب الشطرنج تحقيقه. بمجرد تحقيقه، يتم الاحتفاظ باللقب بشكل عام مدى الحياة ولكن في حالات نادرة تم إلغاؤه في حالات الغش. في أدب الشطرنج عادة ما يتم اختصاره إلى جنرال موتورز. اختصار إيغم ل "أستاذ كبير الدولية" وينظر في بعض الأحيان، وعادة في الأدب القديم.
الطريقة المعتادة للحصول على اللقب هي تحقيق ثلاثة ألقاب مطلوبة القواعد أكثر من 27 أو أكثر من الألعاب و تصنيف الاتحاد الدولي للشطرنج من 2500 أو أكثر. على نطاق واسع، القاعدة هي أداء على مستوى العنوان في بطولة معتمدة من الاتحاد الدولي لكرة القدم. التعريف الدقيق للقاعدة معقد وقد تم تعديله بشكل متكرر، ولكن بشكل عام يتم تعريف معيار المعلم الكبير على أنه تصنيف أداء لا يقل عن 2600 على 9 ألعاب أو أكثر. بالإضافة إلى ذلك، يجب أن يكون متوسط تقييم الحقل 2380 على الأقل، ويجب أن يتضمن ثلاثة أساتذة على الأقل، ويجب أن يشمل لاعبين من مزيج من الاتحادات الوطنية.
يمكن أيضا منح اللقب مباشرة دون المرور بالمتطلبات المعيارية المعتادة في عدد قليل من البطولات عالية المستوى، بشرط أن يكون لدى اللاعب تصنيف حقيقي يزيد عن 2300. وتشمل هذه:
- الوصول إلى النهائي 16 في كأس العالم
- الفوز بطولة العالم للسيدات
- الفوز بطولة العالم للناشئين (تحت 20 سنة) صريح
- الفوز بطولة العالم للكبار صريح، سواء في 50 + و 65 + الانقسامات
- الفوز القاري (على سبيل المثال. للبلدان الأمريكية، الأوروبي، الآسيوية أو الأفريقية) بطولة[7]

بدءا من نونا غابرينداشفيلي في عام 1978، حصل عدد من النساء على لقب جنرال موتورز. منذ حوالي عام 2000، حصلت معظم أفضل 10 نساء على لقب جنرال موتورز. هذا لا ينبغي الخلط بينه وبين امرأة أستاذ كبير العنوان.
في 12 سنة و 4 أشهر و 25 يوما، أبهيمانيو ميشرا أصبح أصغر شخص يتأهل على الإطلاق للحصول على لقب أستاذ كبير في يوليو 2021. تم الاحتفاظ بالسجل سابقا بواسطة سيرجي كارجاكين في 12 سنة، 7 أشهر لمدة 19 سنة و بوبي فيشر في 15 سنة، 6 أشهر و 1 يوم لمدة 33 عاما. 

### أستاذ دولي
يتم منح لقب الأستاذ الدولي إلى قوي الشطرنج اللاعبين الذين هم دون مستوى أستاذ كبير. تم تأسيسه جنبا إلى جنب مع لقب أستاذ كبير في عام 1950، وهو عنوان مدى الحياة، وعادة ما يتم اختصاره كـ أنا في أدب الشطرنج.
مثل عنوان أستاذ كبير، الطريقة المعتادة للحصول على اللقب هو تحقيق ثلاثة عنوان المطلوبة القواعد أكثر من 27 أو أكثر من الألعاب و تصنيف الاتحاد الدولي للشطرنج من 2400 أو أكثر. بشكل عام، يتم تعريف معيار المراسلة الفورية على أنه تصنيف أداء لا يقل عن 2450 على 9 ألعاب أو أكثر. بالإضافة إلى ذلك، يجب أن يكون متوسط تقييم الحقل 2230 على الأقل، ويجب أن يتضمن ثلاثة أساتذة دوليين أو أساتذة كبار على الأقل، ويجب أن يشمل لاعبين من مزيج من الاتحادات الوطنية.
هناك أيضا عدة طرق يمكن من خلالها منح عنوان المراسلة الفورية مباشرة دون المرور بعملية القاعدة المعتادة، بشرط أن يحصل اللاعب على تصنيف لا يقل عن 2200. اعتبارا من يوليو 2017، هذه هي كما يلي:
- التأهل ل كأس العالم
- المركز الثاني في بطولة العالم للسيدات
- الانتهاء من الثانية أو الثالثة في بطولة العالم للناشئين (تحت 20 سنة)
- الانتهاء من الثانية أو الثالثة في بطولة العالم للكبار، في كل من أكثر من 50 وأكثر من 65 قسما
- الفوز (صريح أو مشترك) بطولة العالم للشباب (تحت 18 سنة)
- الفوز بطولة العالم للشباب (تحت 16 سنة) صريح
- المركز الثاني أو الثالث في بطولة قارية
- الفوز (صريح أو مشترك) ببطولة قارية تزيد عن 50 بطولة أو أكثر من 65 بطولة أو أقل من 20 بطولة
- الفوز ببطولة قارية تحت 18 عاما
- الفوز ببطولة شبه قارية
- الفوز ببطولة الكومنولث أو الفرنكوفونية أو الأيبيرية الأمريكية
- الفوز ببطولة العالم للأشخاص ذوي الإعاقة[7]

بعد أن أصبح مراسلة فورية، حدد معظم اللاعبين المحترفين هدفهم التالي ليصبح خبيرا كبيرا. من الممكن أيضا أن تصبح خبيرا كبيرا دون أن تكون على درجة الأستاذ دولي. لاري كريستيانسن الولايات المتحدة (1977)، وانغ هاو الصين، أنيش جيري هولندا، أولغا جيريا روسيا (2021) وأبطال العالم السابقين ميخائيل تل من
الاتحاد السوفيتي و فلاديمير كرامنيك من روسيا أصبح الجميع سادة عظماء دون أن يكونوا مراسلة فورية. بوبي فيشر من الولايات المتحدة حصل على كلا اللقبين فقط بموجب التأهل لعام 1958 بين المناطق (عنوان الدردشة) و 1959 بطولة المرشحين (عنوان جنرال موتورز)، فقط بالمصادفة أصبح إم قبل جنرال موتورز. المسار الأكثر شيوعا هو أول من يصبح مراسلة فورية، ثم ينتقل إلى مستوى جنرال موتورز.
في 10 سنوات و 9 أشهر و 20 يوما، أبهيمانيو ميشرا أصبح أصغر شخص على الإطلاق يتأهل للحصول على لقب الدردشة في عام 2019.

### أستاذ الاتحاد الدولي للشطرنج
قدم في عام 1978 جنبا إلى جنب مع وفم، فم تحتل مرتبة أقل من لقب الأستاذ الدولي ولكن قبل سيد المرشح. على عكس الألقاب الكبرى والأستاذ الدولي، لا يوجد شرط للاعب لتحقيق المعايير.
الطريقة المعتادة للاعب للتأهل للحصول على لقب سيد الاتحاد الدولي للشطرنج هي من خلال تحقيق تصنيف إيلو من 2300 أو أكثر. هناك أيضا العديد من الطرق التي يمكن من خلالها الحصول على اللقب من قبل اللاعبين بتصنيف لا يقل عن 2100 ولكن أقل من 2300؛ وهي تشمل:
- الفوز بطولة العالم للشباب (تحت 14 سنة و 12 سنة)
- الانتهاء من الثانية أو الثالثة في بطولة العالم للشباب (تحت 18 سنة و 16 سنة)
- احتل المركز الثاني أو الثالث في بطولة قارية تزيد عن 50 أو أكثر من 65 أو أقل من 20 أو أقل من 18 عاما
- سجل 65٪ أو أكثر على الأقل 9 مباريات في الأولمبياد
- الفوز ببطولة قارية تحت 12 عاما أو تحت 14 عاما أو تحت 16 عاما
- المركز الثاني أو الثالث في بطولة الكومنولث أو الفرنكوفونية أو الأيبيرية الأمريكية

أصغر وزير الخارجية من أي وقت مضى في تاريخ الشطرنج هو ألكين نوري من الفلبين الذي حصل على اللقب بعد فوزه في 14 رابطة دول جنوب شرق آسيا الفئة العمرية بطولة الشطرنج 2013 في تايلاند في سن السابعة.

### أستاذ مرشح
قدم في عام 2002 جنبا إلى جنب مع وم، الطريقة المعتادة للاعب للتأهل للحصول على لقب المرشح الرئيسي هي من خلال تحقيق تصنيف إيلو من 2200 أو أكثر. بالنسبة للاعبين الذين تم تقييمهم أكثر من 2000 ولكن أقل من 2200، هناك العديد من الطرق الأخرى للحصول على اللقب؛ وهي تشمل:
- الانتهاء من الأول أو الثاني أو الثالث في بطولة العالم للشباب (تحت 8 و 10 سنوات)
- المركز الثاني أو الثالث في بطولة قارية تحت 12 عاما أو تحت 14 عاما أو تحت 16 عاما
- الانتهاء من الثانية أو الثالثة في بطولة العالم للشباب (تحت 14 سنة و 12 سنة)
- سجل 50٪ أو أكثر على الأقل 7 مباريات في الأولمبياد

المرشح الرئيسي يصنف تحت ألقاب أخرى مفتوحة.

## ألقاب النساء
| ألقاب السيدات، نوفمبر 2021    | ألقاب السيدات، نوفمبر 2021 |
| العنوان                       | المجموع                    |
| ----------------------------- | -------------------------- |
| أستاذ كبيرة                   | 317                        |
| أستاذة دولية                  | 839                        |
| أستاذة الاتحاد الدولي للشطرنج | 1،799                      |
| امرأة أستاذ مرشح              | 816                        |
| المجموع                       | 3،771                      |

على الرغم من أن الألقاب المفتوحة ليست منفصلة بين الجنسين، إلا أن الألقاب الأربعة التالية التي قدمها الاتحاد تقتصر على النساء ويمكن الاحتفاظ بها في وقت واحد مع لقب مفتوح. متطلبات هذه الألقاب هي حوالي 200 نقطة تصنيف إيلو أقل من متطلبات الألقاب المفتوحة المسماة بالمثل. يتم انتقاد هذه الألقاب أحيانا من قبل اللاعبين الذكور والإناث، وتختار بعض اللاعبات عدم أخذها. على سبيل المثال، أستاذ كبير جوديت بولغ، تمشيا مع سياستها في لعب المسابقات المفتوحة فقط، لم تحصل على لقب نسائي.

### أستاذة كبيرة
المرأة الكبرى هو أعلى لقب شطرنج يقتصر على النساء. قدم الاتحاد الدولي للشطرنج لقب فريق العمل العالمي في عام 1976، وانضم إلى اللقب الأقل مرتبة الذي تم تقديمه سابقا، سيد المرأة الدولية.
تشبه الطريقة المعتادة للحصول على لقب فريق العمل العالمي الألقاب المفتوحة، حيث يلزم الحصول على تصنيف الاتحاد الدولي للشطرنج يبلغ 2300 وثلاثة معايير من تصنيف الأداء 2400 ضد المعارضين الذين حصلوا على تصنيف أعلى من 2130 في المتوسط.
الفائز في بطولة العالم للناشئين للبنات وبعض البطولات الأخرى مثل البطولة القارية للسيدات تمنح تلقائيا لقب فريق العمل العالمي. اعتبارا من عام 2017، يتم منح الألقاب المباشرة فقط طالما أنها يمكن أن تصل إلى الحد الأدنى لتصنيف الاتحاد الدولي للشطرنج 2100. يمكن العثور على اللوائح الحالية في دليل الاتحاد الدولي للشطرنج.

### الأستاذة الدولية
المرأة الدولية الأستاذة هو بجانب أعلى رتبة لقب تعطى من قبل الاتحاد الدولي للشطرنج حصرا للنساء. منحت الاتحاد الدولي للشطرنج لأول مرة لقب ويم (المعروف سابقا باسم سيد المرأة الدولية، أو إيوم) في عام 1950.
الطريقة المعتادة للحصول على لقب ويم مشابهة للألقاب المفتوحة، حيث يلزم تصنيف الاتحاد الدولي للشطرنج 2200 وثلاثة معايير من تصنيف الأداء 2250 ضد المعارضين الذين هم أعلى تصنيفا من 2030 في المتوسط. الوصيف في بطولة العالم للناشئين للبنات يتم منح اللقب مباشرة لأبطال شباب العالم تحت 18 عاما وتحت 16 عاما وكذلك الحائزين على ميداليات البطولة القارية والبطل القاري والإقليمي تحت 18 عاما لقسم السيدات. اعتبارا من عام 2017، يتم منح الألقاب المباشرة فقط طالما أنها تستطيع تجاوز الحد الأدنى للتصنيف لعام 2000. يمكن العثور على اللوائح الحالية في دليل الاتحاد الدولي للشطرنج.

### أستاذة الاتحاد الدولي للشطرنج
قدم مع وزير الخارجية في عام 1978، ولقب الاتحاد أعلى بقليل من المرأة المرشحة للالأستاذ في الألقاب المخصصة للنساء فقط التي يمنحها الاتحاد. ويمكن تحقيق هذا اللقب من خلال الحصول على تصنيف الاتحاد الدولي للشطرنج من 2100 أو أكثر. يتم منح اللقب مباشرة لأبطال شباب العالم تحت 14 عاما وتحت 12 عاما بالإضافة إلى الحاصلين على ميداليات تحت 16 عاما وتحت 18 عاما في قسم السيدات. وفي الوقت نفسه، يتم منح اللقب مباشرة للبطل القاري والإقليمي لقسم السيدات تحت 12 عاما وتحت 14 عاما وتحت 16 عاما. يمكن أيضا الحصول على اللقب من خلال تسجيل أكثر من 65 ٪ نقطة في أكثر من 9 مباريات في الأولمبياد. اعتبارا من عام 2017، يتم منح الألقاب المباشرة فقط طالما أنها تستطيع تجاوز الحد الأدنى للتصنيف البالغ 1900.

### امرأة أستاذ مرشح
قدم مع سم في عام 2002، المرأة المرشحة هي اللقب الأقل مرتبة الذي تمنحه الاتحاد الدولي للشطرنج. يمكن تحقيق هذا اللقب من خلال الحصول على تصنيف حقيقي لعام 2000 أو أكثر. يمكن الحصول على اللقب من خلال الحصول على ميدالية في بطولات الشباب تحت 8 أو تحت 10 أو تحت 12 أو تحت 14 أو تحت 16 عاما أو بطولات الشباب القارية والإقليمية لقسم السيدات وكذلك من خلال تسجيل أكثر من 50 ٪ نقاط في أكثر من 7 مباريات في الأولمبياد. اعتبارا من عام 2017، يتم منح الألقاب المباشرة فقط طالما أنها تستطيع تجاوز الحد الأدنى للتصنيف البالغ 1800.

## ألقاب أرينا
| ألقاب أرينا، يناير 2020            | ألقاب أرينا، يناير 2020 | ألقاب أرينا، يناير 2020 | ألقاب أرينا، يناير 2020 |
| العنوان                            | الرجال                  | النساء                  | المجموع                 |
| ---------------------------------- | ----------------------- | ----------------------- | ----------------------- |
| أرينا أستاذ كبير                   | 392                     | 3                       | 395                     |
| أستاذ دولي أرينا                   | 780                     | 6                       | 786                     |
| أستاذ أرينا الاتحاد الدولي للشطرنج | 792                     | 10                      | 802                     |
| أستاذ مرشح أرينا                   | 377                     | 5                       | 382                     |
| المجموع                            | 2،341                   | 24                      | 2،365                   |

يمكن الحصول على ألقاب أرينا عبر الإنترنت باستخدام خادم الاتحاد الدولي للشطرنج، وهي مخصصة للاعبين في نطاق التصنيف الأدنى. يجب على لاعب مع عنوان أرينا كسب أكثر من عنوان مجلس الاتحاد الدولي للشطرنج، هذا العنوان يحل محل عنوان أرينا الخاصة.
أرينا أستاذ كبير هو أعلى لقب على الإنترنت. يتم تحقيقه من خلال سلسلة من 150 لعبة رصاصة أو 100 لعبة خاطفة أو 50 لعبة سريعة مع تصنيف أداء يزيد عن 2000.
أستاذ دولي أرينا (هدف) ويتحقق من خلال سلسلة من 150 مباراة رصاصة، 100 مباراة مداهمات أو 50 مباراة السريعة مع تصنيف أداء أكثر من 1700.
أستاذة أرينا الاتحاد الدولي للشطرنج ويتحقق من خلال سلسلة من 150 لعبة رصاصة، 100 مباراة الغارة أو 50 مباراة السريعة مع تصنيف الأداء من أكثر من 1400.
سيد مرشح أرينا ويتحقق من خلال سلسلة من 150 لعبة رصاصة، 100 مباراة الغارة أو 50 مباراة سريعة مع تصنيف الأداء أكثر من 1100.

## الحكام والمدربون والمنظمون
كما يمنح الاتحاد ألقاب الحكام والمدربين والمنظمين.
ألقاب الحكم هي الحكم الدولي (أ) والحكم الحقيقي (فا).
ألقاب المدرب (في ترتيب تنازلي من الخبرة) هي الاتحاد الدولي للشطرنج كبار المدرب (فست)، الاتحاد الدولي للشطرنج المدرب (فت)، الاتحاد الدولي للشطرنج المدرب (في)، المدرب الوطني (ني)، والمدرب التنموي (دي).
عنوان المنظم هو الاتحاد الدولي للشطرنج المنظم الدولي (فيو).

## أنظر أيضا
- ألقاب الشطرنج
- الاتحاد الدولي للشطرنج
- بطولة العالم للشطرنج
- قائمة غراندماسترز من الاتحاد الدولي للشطرنج لتركيبات الشطرنج
- مشكلة الشطرنج-الألقاب

## روابط خارجية
- الموقع الرسمي للاتحاد العالمي للشطرنج
- دليل الاتحاد الدولي للشطرنج
- الاتحاد الدولي للشطرنج أونلاين أرينا